# 천안상록리조트
천안상록리조트는 충청남도 천안시 동남구 수신면에 있는 휴양지이다. 공무원연금공단이 운영하며, 이 곳에는 가족호텔, 연수시설, 유스호스텔 등의 숙박연수시설과 실내 물놀이 시설 아쿠아피아, 사계절 썰매장, 자연학습장, 어린이놀이시설 등의 휴양오락시설, 다목적 잔디구장, 게이트볼장, 골프장(18홀 퍼브릭코스) 등의 각종 체육시설이 위치하고 있다.